# Arcul lui Traian (Ancona)

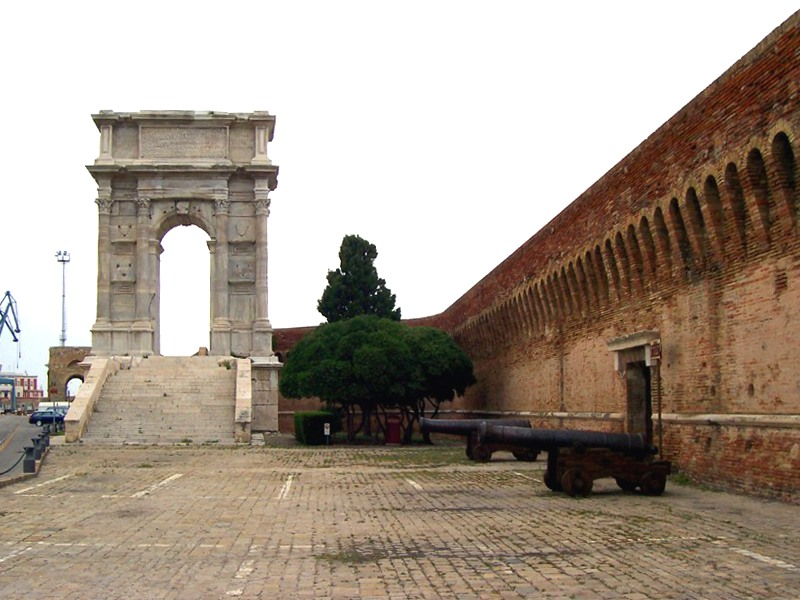
Arcul de Triumf al lui Traian, din Ancona

Arcul lui Traian din Ancona reprezintă una dintre moștenirile monumentale romane cele mai prețioase ale regiunii Marche, din Italia.
Foarte elegant, a fost ridicat de Senatul și Poporul Roman, în anii 100 – 116 d.Hr., fiind opera arhitectului sirian Apollodor din Damasc, din marmură extrasă din Insula Marmara, în onoarea împăratului Traian.
De aici a plecat împăratul Traian în victoriosul război contra dacilor, episod care se poate vedea pe unul din basoreliefurile existente pe Columna lui Traian de la Roma.
Potrivit îndelungatei și constantei tradiții, pe atic era montată statuia ecvestră a lui Traian; la stânga lui Traian era statuia soției acestuia Pompeia Plotina, iar la dreapta sa statuia surorii împăratului, Ulpia Marciana. Inscripțiile, care se pot citi și în prezent, erau din bronz aurit, ca și statuile, care însă au fost luate de sarazini, în 848.